# Абдуллин, Эмиль Марсович
Эмиль Абдуллин (род. 31 января 1989 г. Уфа, Россия) — российский лыжник, выступающий в дисциплинах слоупстайл и биг эйр. В период 2011—2013 входил в состав сборной России по фристайлу (слоупстайл).
Бронзовый призер чемпионата России (2017).

## Результаты
2016
- 1-е место, слоупстайл, Nissan X Tour, Ак-Йорт, Россия
- 7-е место, слоупстайл, Sappee FIS Race, Финляндия
- 6-е место, слоупстайл, Чемпионат России по Фристайлу, Солнечная Долина
- 10-е место, слоупстайл, Russian Freestyle Games, Солнечная Долина

2015
- 1-е место, слоупстайл соревнования «66 open», Урал.
- 2-е место, биг эйр, соревнования Nissan X-Tour в Сочи.
- 3-е место, биг эйр, соревнования Gubaha Big Air Contest, Пермь.
- 2-е место, биг эйр, соревнования Nissan X-Tour в Санкт-Петербурге.
- 2-е место, биг эйр, соревнования Nissan X-Tour в Екатеринбурге.

2014
- 1-е место, биг эйр на г/к Губаха
- 2-е место, Чемпионат Свердловской области по слоупстайлу
- 1-е место, слоупстайл, соревнования Пилотаж в Екатеринбурге

2013
- 6-е место, слоупстайл, Зимняя Универсиада в Трентино